# Ferdinand Swatosch
Ferdinand Ferdl Swatosch est un footballeur international et entraîneur autrichien, né le 11 mai 1894 à Simmering, en Autriche-Hongrie, et mort le 24 novembre 1974. 
Il était notamment connu comme attaquant de la Wunderteam autrichienne. Après avoir disputé le premier championnat de France de football en 1932-1933 avec le FC Mulhouse, en tant qu'entraineur-joueur, il devient entraineur de football jusqu'en 1953, s'occupant notamment du FC Schalke 04 et du Borussia Dortmund.

## Biographie
Il est sélectionné à 23 reprises en équipe d'Autriche de football entre 1914 et 1925, marquant 18 buts.

## Carrière

### Carrière de joueur
- 1911–1914 :  1. Simmeringer SC
- 1914–1918 :  SK Rapid Wien
- 1919–1920 :  1. Simmeringer SC
- 1920–1924 :  Wiener Amateur-SV
- 1924-1930 :  SpVgg Sülz 07 (entraineur-joueur)
- 1932 :  FC Mulhouse (entraineur-joueur)

### Carrière d'entraineur
- Rheydter SV
- 1932 0 0 0  :  FC Mulhouse
- 1933–1935 :  Lützenkirchen
- 1935–1936 :  Rot-Weiss Oberhausen
- 1936–1938 :  Borussia Dortmund
- 1939–1940 :  Arminia Bielefeld
- 1946–1947 :  Arminia Bielefeld
- 1948–1949 :  Schalke 04
- 1951–1952 :  Borussia Neunkirchen
- 1952–1953 :  Fortuna Köln

## Palmarès
- Meilleur buteur du Championnat d'Autriche de football 1922-1923 (22)
- Championnat d'Autriche de football : 1916, 1917, 1919, 1924
- Championnat d'Allemagne de l'est : 1928
- Coupe d'Autriche de football : 1919, 1921, 1924